# Socialisti Democratici '70
I Socialisti Democratici '70 (in olandese: Democratisch Socialisten '70 - DS'70) furono un partito politico dei Paesi Bassi operativo dal 1970 al 1983.
Di orientamento socialdemocratico, si affermò per effetto di una scissione dal Partito del Lavoro, in ragione della sua contrarietà all'intervento statunitense in Vietnam.

## Risultati
| Elezione         | Voti    | %    | Seggi   |
| ---------------- | ------- | ---- | ------- |
| Legislative 1971 | 336.719 | 5,33 | 8 / 150 |
| Legislative 1972 | 304.714 | 4,12 | 6 / 150 |
| Legislative 1977 | 59.487  | 0,71 | 1 / 150 |
| Legislative 1981 | 48.568  | 0,56 | 0 / 150 |
| Legislative 1982 | 31.023  | 0,38 | 0 / 150 |